# Аубели, Отто
Отто Аубели (венг. Ottó Aubéli ; род. 31 марта 1975, Эстергом, Венгрия) — венгерский борец вольного стиля, бронзовый призёр чемпионата мира (2005) и Европы (2005).